# El Septimo
El Septimo é uma marca de charutos premium produzido na Costa Rica e com sede em Genebra, na Suíça.

## História
Fundada em 2005, foi adquirida em 2019 pela Younan Company. Inicialmente, estes charutos apenas existiam na Europa, mas, após a aquisição, tornaram-se uma marca global, com lojas em 14 países, em 4 continentes diferentes. Os charutos El Septimo foram desenvolvidos para contrariar pressão que ao longo dos anos tem vindo a ser exercida sobre a indústria do tabaco, neste caso em particular na indústria dos charutos, pois o aumento da procura mundial tem forçado os produtores das principais marcas de charutos a acelerar a produção, a diminuir o controlo de qualidade e a prejudicar a qualidade das colheitas. O objetivo foi, por isso, produzir charutos premium com tabaco cultivado nas condições climáticas e geológicas adequadas, recorrendo às melhores técnicas de produção e com especial atenção aos detalhes.
O nome “El Septimo" simboliza o sétimo dia da criação, em que Deus descansou e apreciou a Sua obra, sendo que El Septimo representa a alegria e o privilégio que é viver.

## Produção
A plantação de tabaco da El Septimo situa-se na Costa Rica, perto da capital de San Jose, num vale montanhoso 3000 metros acima o nível médio do mar. A plantação de tabaco não utiliza qualquer técnica de cultivo intensivo, é irrigada exclusivamente pelas águas das chuvas e não utiliza qualquer tipo de químicos ou preservantes.
A colheita é feita à mão, sendo que apenas 10% é selecionada e envelhecida em barris brancos de rum entre 5 a 15 anos. O tabaco é misturado e enrolado à mão utilizando a técnica tradicional cubana. O processamento final ocorre na Suíça, onde a embalagem e o último controlo de qualidade são realizados. A embalagem é inspirada no movimento Art decó, com a combinação de materiais de elevada qualidade com cores arrojadas.

## Vitolas e charutos El Septimo
A marca El Septimo tem cerca de 40 tipos diferentes de charutos em 5 coleções distintas, The Diamond Collection  com charutos com envelhecimento de 15 anos, The Luxus Collection que oferece 11 tipos charutos com 10 anos de envelhecimento The Alexandra Collection, lançada em 2019, é uma coleção especialmente direcionada para o mercado feminino, cujo tabaco foi envelhecido durante 10 anos, The Travel Time Collection que presta tributo a algumas das cidades mais famosas do mundo, com charutos de tabaco envelhecidos 7 anos, e The Gilgamesh Collection, que oferece os primeiros charutos da marca de calibre 50 e cujo tabaco foi envelhecido 7 anos.

### The Diamond Collection
- Short Dream Topaz: Aroma: 4/5; Força: 5/5; Comprimento: 4 ‘‘; Anilha: 60;
- Mirifico Sapphire: Aroma: 5/5; Força: 3/5; Comprimento:  6 ¾ ‘‘; Anilha 58
- Kolosso Amethyst Piramide: Aroma: 5/5; Força: 3/5; Comprimento: 6 ‘‘; Anilha: 60
- Fabuloso Dark Ruby Piramid: Aroma: 5/5; Força: 4/5; Comprimento: 6 ¼ ‘‘; Anilha: 68
- Excepcion Esmeralda: Aroma: 5/5; Força: 4/5; Comprimento: 5 ‘‘; Anilha: 60
- Double Shot White: Aroma: 4/5; Força: 3/5; Comprimento: 3 ¾ ‘‘; Anilha: 68
- Bullet Black: Aroma: 3/5; Força: 4/5; Comprimento: 3 ¼ ‘‘; Anilha: 56

### The Luxus Collection
- Precioso Pink: Aroma: 4/5; Força: 5/5; Comprimento: 4 ¼ ‘‘; Anilha: 34
- Flamingo Amarillo: Aroma: 3/5; Força: 3/5; Comprimento: 4 ½ ‘‘; Anilha: 52
- Short Dream Amarillo: Aroma: 4/5; Força: 5/5; Comprimento: 4 ‘‘; Anilha: 60
- Small Impact Green: Aroma: 4/5; Força: 3/5; Comprimento: 2 ‘‘; Anilha: 56
- X-Trem Shot Green: Aroma: 5/5; Força: 5/5; Comprimento: 2 ‘‘; Anilha: 56
- Small Sabor Blue: Aroma: 4/5; Força: 2/5; Comprimento: 3 ½ ‘‘; Anilha: 54
- Rebelde Blue: Aroma: 4/5; Força: 4/5; Comprimento: 5 ½ ‘‘; Anilha: 54
- Long Shot Black: Aroma: 5/5; Força: 3/5; Comprimento: 5 ‘‘; Anilha: 68
- Excepcion White: Aroma: 5/5; Força: 2/5; Comprimento: 5 ‘‘; Anilha: 60;
- Bomba Orange: Aroma: 5/5; Força: 3/5; Comprimento: 6 ‘‘; Anilha: 60

### The Alexandra Collection
- Marilyn Piramide: Aroma: 4/5; Força: 3/5; Comprimento: 5 ‘‘; Anilha: 58
- Coco Robusto: Aroma: 4/5; Força: 2/5; Comprimento: 5 ¼ ‘‘; Anilha: 52

### The Gilgamesh Collection
- Aqua Anu Toro: Aroma: 2/5; Força: 3/5; Comprimento: 6 ‘‘; Anilha: 50
- Sable Shamash Toro: Aroma: 4/5; Força: 4/5; Comprimento: 6 ‘‘; Anilha: 50

### The Travel Time Collection
- Paris: Aroma: 3/5; Força: 3/5; Comprimento: 5 ‘‘; Anilha: 54
- New York: Aroma: 3/5; Força: 3/5; Comprimento: 4 ‘‘; Anilha: 60